# Andersonville (South Carolina)
Andersonville war eine Stadt im Anderson County in South Carolina, die um 1800 besiedelt wurde. Sie wurde nach Robert Anderson benannt, der ein Veteran des Unabhängigkeitskriegs war. Obwohl die Stadt eine blühende Textil- und Handelsgemeinde war, litt sie unter wiederholten Überschwemmungen und wurde deshalb von der Eisenbahn nicht angefahren. Der Ausbau von Lake Hartwell verdrängte die Überreste der Gemeinde  (geflutet). Heute sind die nächstgelegenen Gemeinden Hartwell in Georgia, auf der anderen Seite des Sees im Südwesten, und Anderson in South Carolina, im Norden.

## Geschichte
Die Stadt Andersonville siedelte sich an der Gabelung des Seneca River und des Tugaloo River an. 1801 gründete die South Carolina General Assembly die Stadt. Die Stadt wurde nach Robert Anderson benannt, einem der Kommissare, die die Gemeinde aufgebaut hatten.
Die Southern Clock Company und Textilfabriken wurden in der Stadt gebaut und die Stadt wuchs als Handels- und Textilzentrum. Im Jahr 1840 wurde die Gemeinde von einer Überschwemmung heimgesucht und die Textilfabriken zerstört. Die Textilfabriken wurden wieder erbaut, aber 1852 durch eine weitere Überschwemmung zerstört.
Aufgrund der Überschwemmungen mieden die Eisenbahnen Andersonville. Als der Eisenbahnverkehr den Flussverkehr überholte, verlor die Stadt ihre Industrie und mit ihr auch viele Einwohner. Das Postamt von Andersonville wurde 1893 geschlossen.
Das Gebiet wurde beim Bau des Lake Hartwell weitestgehend überflutet. Die meisten der auf dem Friedhof Begrabenen wurden in die Andersonville Baptist Church am Ostufer des Sees verlegt. Andersonville Island, eine schmale Insel, die etwa zwei Meilen lang ist, ist alles, was von der Gemeinde übrig geblieben ist.